# Video musicale

I Beatles nel videoclip di Help!

Il video musicale è un filmato di durata variabile, non necessariamente breve, che può essere scenografato, eventualmente coreografato e prodotto, per promuovere o documentare varie forme di espressione legate alla musica. Viene definito videoclip (di breve durata) quando i protagonisti (cantanti o strumentisti) interpretano brani musicali riferibili soprattutto a un pubblico giovanile. Sono molto diffuse nel linguaggio comune anche le abbreviazioni Video e clip.
I videoclip nella loro forma classica e matura, quella iniziata in Italia alla fine degli anni cinquanta con i filmati musicali, utilizzano differenti forme stilistiche ed espressive per commentare visivamente il brano musicale: molti di essi si compongono della semplice riproduzione filmica del cantante o del gruppo musicale che eseguono il brano; altri creano mini film con trama (recitati talvolta dagli stessi componenti del gruppo) oppure veri e propri cortometraggi non narrativi che si possono avvalere di sequenze animate o di immagini documentaristiche.
La pratica di abbinamento di immagini filmate a brani musicali si può far risalire alle origini del cinema stesso, addirittura prima dell'avvento del sonoro, tanto da essere definita negli anni in vari modi tra cui canzone illustrata, talkies, soundies, promo film. Secondo alcuni, il primo video musicale della storia in forma compiuta risale alla fine degli anni cinquanta ed è Dáme si do bytu diretto da Ladislav Rychman; secondo altri, il primo videoclip è invece il filmato musicale italiano del cantante Don Marino Barreto Jr sulle note di Altagracia realizzato per la produzione del prototipo del Cinebox, il juke-box con schermo, presentato alla stampa nel 1958; secondo altri ancora, il primo videoclip con un valore ufficiale di pubblicazione è contenuto nel film Viale della canzone del regista Tullio Piacentini che nel 1965 usa i videoclip in sostituzione dell'avanspettacolo o dei caroselli (forme di intrattenimento che precedevano le proiezioni dei grandi film) nelle sale cinematografiche italiane di sua gestione. Indubbiamente il videoclip, così come il termine stesso, diviene molto popolare a partire dall'inizio degli anni ottanta con la nascita delle prime televisioni tematiche con palinsesto interamente musicale.

## Storia e sviluppo
Nel 1894 gli editori di spartiti musicali Edward B. Marks e Joe Stern incaricarono il tecnico George Thomas e una serie di performer di promuovere le vendite della loro canzone The Little Lost Child. sfruttando le caratteristiche di una lanterna magica, Thomas proiettò una serie di immagini fisse su uno schermo, simultaneamente ad una performance live. Questa pratica diventerà una forma popolare di intrattenimento conosciuta come canzone illustrata, il primo passo verso il moderno video musicale.

### 1926–1959:talkies,soundiese corti animati
Nel 1926, con l'arrivo del cinema sonoro e dei primi talkies vengono prodotti molti cortometraggi musicali. I corti Vitaphone (prodotti dalla Warner Bros.) impiegavano molti musicisti, cantanti e ballerini. Alcuni autori del cinema d'animazione come per esempio Max Fleischer realizzarono una serie di corti d'animazione sul modello karaoke (i cosiddetti sing-along oppure follow the bouncing ball) e che invitavano il pubblico a cantare canzoni del repertorio popolare seguendo la cosiddetta "palla che rimbalzava" sul testo della canzone stessa, indicandone ritmo e metrica. I cartoni animati dei primi anni trenta impiegavano musicisti popolari e il loro repertorio di successo in veri e propri frammenti live-action inseriti nello stesso cartoon.
I primi film d'animazione di Walt Disney, come per esempio Sinfonie allegre, includevano molte interpretazioni di brani classici ed erano costruiti intorno alla musica, come per esempio il più noto Fantasia. I cartoni animati prodotti dalla Warner Brothers, chiamati tutt'oggi Looney Tunes e Merrie Melodies erano nati intorno a canzoni specifiche del repertorio Warner. La cantante blues Bessie Smith appare in un corto costituito da due rulli noto come St. Louis Blues, realizzato nel 1929 e sviluppato intorno ad una performance drammatizzata della stessa canzone. Molti altri musicisti partecipano in questi anni all'interno di corti con la stessa struttura.
I soundies, prodotti e realizzati dal 1940 fino al 1947 erano film musicali di breve durata che spesso includevano brevissimi numeri di danza molto simili alla forma che avrebbero assunto alcuni video musicali nel periodo di massima diffusione, quello degli anni '80. A metà del 1940 il musicista Louis Jordan partecipò alla realizzazione di una serie di corti per le canzoni del suo repertorio, alcune delle quali furono montate insieme per un film di lunga durata noto con il titolo di Lookout Sister. Secondo lo storico Donald Clarke, questi brevi clip sono gli antenati del moderno videoclip.
I film musicali sono stati importanti precursori dei video musicali, tanto che molti videoclip tra i più noti hanno imitato lo stile dei musical classici hollywoodiani dal 1930 al 1950. Uno degli esempi più conosciuti è il video di Madonna del 1985 intitolato Material Girl (diretto da Mary Lambert), ispirato chiaramente alle coreografie di Jack Cole per il film Gli uomini preferiscono le bionde. Molti video di Michael Jackson sono influenzati da note sequenze di danza dei film musicali di Hollywood, inclusi i noti Michael Jackson's Thriller, diretto da John Landis, e Bad, diretto da Martin Scorsese, quest'ultimo influenzato dai numeri di lotta danzata nella versione cinematografica di West Side Story.
Secondo l'Internet Accuracy Project, il disc jockey J. P. Richardson "The Big Bopper" è stato il primo ad aver coniato l'espressione "video musicale" (music video) nel 1959.

### 1940-1967: Panorama Soundie, Scopitone e Cinebox: i video jukebox
Il Panorama Soundie è il primo vero video jukebox della storia, se si escludono ovviamente gli esperimenti di William Kennedy Laurie Dickson fatti nei laboratori Edison alla fine dell'800 (KInetofono). Il Panorama Soundie era molto popolare negli Stati Uniti intorno al 1940 e caricava pellicole 16mm filmate in bianco e nero; conteneva un vasto repertorio musicale costituito da una serie di clip filmati della durata di tre minuti, chiamate Soundies, veri antesignani del moderno Videoclip. Gli artisti promossi attraverso i Soundies hanno i nomi di Jimmy Dorsey, Spike Jones, Liberace, Stan Kenton, Gale Storm, Kay Starr, Cyd Charisse, Les Brown, Doris Day, The Hoosier Hot Shots, Martha Tilton, Harry "The Hipster" Gibson, Alan Ladd, Gene Krupa, Anita O'Day, Yvonne De Carlo, Merle Travis, e Lawrence Welk.
Secondo altri studiosi del genere, il più vecchio clip musicale di forma compiuta conosciuto è Dáme si do bytu, realizzato nel 1958 e diretto da Ladislav Rychman.
Nel 1958 il concetto del Panorama Soundie viene ulteriormente sviluppato con lo Scopitone che comincerà a caricare in seguito pellicole a colori 16mm. Azionato a moneta, era sviluppato dalla francese Cameca; uno dei primi filmati Scopitone è Le poinçonneur des Lilas di Serge Gainsbourg filmato nel 1958 presso la stazione della metropolitana di Parigi di Porte des Lilas.
Sul versante italiano, come ha dimostrato con le sue ricerche Michele Bovi, i primi filmati musicali "a colori" che usano le immagini per accompagnare una canzone sono realizzati in Italia, a partire dal 1959, quindi un anno dopo rispetto al film promozionale di Serge Gainsbourg. In quell'anno infatti si sperimenta un juke-box ad immagini: il Cinebox, brevettato come "fonografo visivo" dall'inventore Pietro Granelli e realizzato dalla Ottico Meccanica Italiana diretta da Paolo Emilio Nistri, versione perfezionata dei Panorama Soundies e degli Scopitone. Per quanto riguarda invece le prime pellicole dell'Italiano Cinebox, queste sono girate dai registi RAI Vito Molinari, Beppe Recchia ed Enzo Trapani, sono interpretate da Peppino Di Capri, Domenico Modugno, Johnny Dorelli, Renato Rascel, Giorgio Gaber, i Brutos, Gino Paoli, Edoardo Vianello, Equipe 84 e altri. Nel 1963 il Cinebox viene esportato sul mercato americano col nome di Colorama coinvolgendo star come Paul Anka e Neil Sedaka, ma in breve tempo l'esperimento è abbandonato.
Ma i precursori del videoclip contemporaneo sono appunto i soundies (cortometraggi abbinati a brani musicali trasmessi da un rudimentale videojuke-box detto panorama soundie a partire dagli anni 40 negli Stati Uniti), gli scopitone (corrispettivi francesi dei soundies girati in technicolor e sperimentati a partire dal 1958) e le performance che sopperivano all'assenza delle band in studio in alcuni celebri show televisivi degli anni sessanta come Ready Steady Go! (trasmesso dalla BBC) o l'Ed Sullivan Show.
Il primo vero successo del videoclip Italiano avviene nel 1965 con la proiezione nelle sale cinematografiche dei tre film del regista e produttore Tullio Piacentini: 008 operazione ritmo, Viale della canzone e Questi pazzi, pazzi italiani. Questi film a colori, realizzati in funzione ad un accordo avvenuto agli inizi degli anni '60 tra il produttore stesso e la RCA che prevedeva la realizzazione di almeno 200 'filmati musicali', contenevano una raccolta di decine di videoclip (interpretati dagli esordienti Gianni Morandi, Peppino di Capri, Luigi Tenco, Gigliola Cinquetti, Jimmy Fontana, Bobby Solo, Fred Bongusto, ecc.) ed erano intervallati da barzellette animate. Poi, quando la televisione iniziò ad avere un seguito maggiore di spettatori, il regista Tullio Piacentini produce anche il primo programma televisivo di lancio dei videoclip e dei relativi cantanti: era il 1967 ed era intitolato Passeggiando per Subiaco. Sempre secondo una considerazione di Michele Bovi, solo per il fatto di aver creato la commercializzazione cinematografica prima e televisiva poi di questi filmati musicali, Tullio Piacentini è da considerarsi l'inventore del videoclip. Ma da un punto di vista del linguaggio, la trasmissione italiana che più di tutte e per prima ha raccontato l'arte dei videoclip come forma espressiva tout court è Mister Fantasy, messa in onda su Rai Uno per quattro edizioni dal maggio 1981 al luglio 1984; era un rotocalco televisivo dedicato alla musica rock, e alla forma del videoclip per come si conosceva prima del lancio di MTV. La trasmissione era ideata da Paolo Giaccio e condotta da Carlo Massarini con alcune incursioni di Mario Luzzatto Fegiz.

### 1960–1973: i promo clip
Alla fine del 1950 viene inventato in Francia lo Scopitone, un video jukebox destinato alla diffusione di filmati con artisti francesi come per esempio Serge Gainsbourg, Françoise Hardy, Jacques Brel, e Jacques Dutronc. Nel 1961 per lo show canadese Singalong Jubilee, Manny Pittson cominciò a pre-registrare l'audio musicale e a filmare in diverse situazioni i musicisti mentre muovevano le labbra facendo finta di cantare (lip-synching o playback) in modo da montare audio e video come dei veri e propri videoclip. Molti numeri musicali venivano registrati sul palco o in studio Nel 1964 Kenneth Anger nel suo film sperimentale noto come Scorpio Rising utilizzava canzoni popolari al posto del dialogo.
Altre forme vicine al videoclip contemporaneo vengono realizzate da registi di fama dalla fine degli anni sessanta: The Beatles per fronteggiare la continua richiesta delle loro apparizioni in giro per il mondo per promuovere i nuovi singoli, realizzarono dei video, col tempo sempre più particolari e fantasiosi, che venivano trasmessi dalle Tv o dai programmi televisivi, una sorta di MTV ante litteram, idea seguita anche da Bob Dylan con il video di Subterranean Homesick Blues girato dal documentarista D. A. Pennebaker e inserito in apertura del film del 1967 Dont Look Back, che si avvale della presenza del poeta Allen Ginsberg come "figurante speciale".
In particolare, i Beatles nel 1964 interpretano il loro primo film Tutti per uno, diretto da Richard Lester. Filmato in bianco e nero e presentato come un falso documentario, è interrotto da numeri comici e di dialogo con un'attitudine prettamente musicale. Queste sequenze forniranno la base strutturale sulla quale saranno ideati molti videoclip negli anni a venire. Questi numeri sono stati anche il modello per la serie televisiva dei The Monkees (1966–1968) che era costituita in modo molto simile al film dei Beatles da segmenti visivi ideati per accompagnare varie canzoni dei The Monkees.
Il secondo film dei Beatles intitolato Help! (1965) fu filmato a colori a Londra e in location internazionali. La canzone che dà il titolo al film è filmata in bianco e nero ed è probabilmente l'archetipo completo delle moderne performance che si possono vedere nei video musicali, per l'impiego di un linguaggio più complesso come quello del montaggio alternato in funzione ritmica, in contrasto a piani più lunghi e primi piani e soprattutto per angolature non convenzionali della macchina da presa. Per esempio i 50 secondi in cui la mano sinistra di George Harrison e il manico della chitarra si vedono chiaramente a fuoco mentre sullo sfondo l'immagine di John Lennon che canta è completamente fuori fuoco.
Nel 1965 i Beatles cominciano a realizzare clip promozionali per la distribuzione e la trasmissione in altri paesi per promuovere i propri lavori senza per forza dover fare delle apparizioni live. Quando smetteranno di fare concerti alla fine del 1966, i loro filmati promozionali diventeranno ancora più ricchi e complessi. Nel maggio del 1966 gireranno due set di clip promozionali a colori per il loro singolo del momento Rain/Paperback Writer diretti da Michael Lindsay-Hogg, lo stesso autore del The Rolling Stones Rock and Roll Circus e dell'ultimo lungometraggio dei Beatles ovvero Let It Be. Altri clip promozionali a colori erano quelle di Strawberry Fields Forever e Penny Lane, realizzate all'inizio del 1967 e dirette da Peter Goldman operazione che porta il formato del film promozionale dedicato alla musica ad un nuovo livello di realizzazione. Qui vengono infatti utilizzate tecniche tipiche del cinema d'avanguardia, tra cui slow motion e reverse recording angolature non convenzionali, filtri colore aggiunti in post-produzione. Alla fine del 1967 il gruppo realizzò un progetto televisivo di un'ora noto come Magical Mystery Tour; trasmesso dalla BBC nel 1967.
Il clip in bianco e nero di Bob Dylan intitolata Subterranean Homesick Blues e girata da D. A. Pennebaker era originariamente inclusa nel documentario intitolato Dont Look Back. Senza narrazione e performance, mostra Dylan in un vicolo urbano mentre sfoglia in sequenza una serie di cartelli di grandi dimensioni che mostrano alcune parole dal testo della canzone. Molti altri inserti filmati a scopo promozionale e realizzati per sostituire le apparizioni televisive live delle band furono realizzati da artisti inglesi come per i esempio i Pink Floyd con i clip di San Francisco: Film, diretta da Anthony Stern, Scarecrow, Arnold Layne e Interstellar Overdrive, l'ultima diretta da Peter Whitehead, lo stesso che aveva girato numerosi clip pionieristici per i Rolling Stones tra il 1966 e il 1968. Sempre in Inghilterra The Kinks realizzano il loro primo promo clip narrativo per una canzone, il singolo è Dead End Street (1966) una sorta di piccolo film comico in miniatura, considerato dalla BBC di poco conto, quindi mai trasmesso. The Who appaiono in numerosi clip in questi anni, a cominciare dal 1965 con I Can't Explain mentre in Happy Jack (1966) si vede la band interpretare un manipolo di ladri. Il promo film intitolato Call Me Lightning (1968) racconta la storia di come il batterista Keith Moon entra a far parte della band: gli altri tre membri della band consumano tea in quello che sembra un hangar abbandonato, quando improvvisamente Keith Moon balza fuori da una scatola in una scena dai chiari riferimenti slapstick.
I Rolling Stones appaiono in molti clip promozionali dei tardi anni '60. Nel 1966 Peter Whitehead dirige due promo clip per il loro singolo Have You Seen Your Mother, Baby, Standing In The Shadow?. Nel 1967 sempre Whitehead dirige un clip narrativo per il singolo We Love You, trasmesso nell'agosto dello stesso anno 1967. Il clip è diviso tra immagini da studio realizzate a velocità accelerata dove si vede la band che suona, e l'allestimento di un processo che allude alle accuse ricevute da Mick Jagger e Keith Richards per uso di droghe. L'allora fidanzata di Jagger, Marianne Faithfull, appare nel processo e presenta il "giudice" (Richards). La band realizza anche un promo a colori per la canzone 2000 Light Years from Home (dall'album Their Satanic Majesties Request) diretta dal solito Michael Lindsay-Hogg. Nel 1968 Michael Lindsay-Hogg dirige un promo per Jumping Jack Flash/Child Of The Moon in particolare un clip a colori per Child Of The Moon e due differenti per Jumpin' Jack Flash. Nel 1968 la band collabora con Jean-Luc Godard nel film Sympathy for the Devil, che mette insieme la poetica di Godard con alcune sequenze documentaristiche che raccontano l'evoluzione della canzone durante le session di registrazione.
Tra il 1972 e il 1973 David Bowie partecipa a numerosi promo clip diretti dal fotografo Mick Rock, che aveva lavorato molto con Bowie in questo periodo. Rock dirige e monta quattro clip allo scopo di promuovere quattro singoli consecutivi di Bowie, ovvero: John, I'm Only Dancing (maggio 1972), The Jean Genie (novembre 1972), Space Oddity la versione del 1972, e Life On Mars nella versione singolo del 1973. Il clip di John, I'm Only Dancing fu realizzata con un budget di circa 200 dollari e filmata al Rainbow Theatre luogo di uno storico concerto del 19 agosto 1972. È un lip-sync con Bowie e la band The Astronettes mentre ballano su uno sfondo. Cassata dalla BBC per il presunto tono omosessuale, fu recuperata da Top of the Pops in una versione modificata. Il clip di The Jean Genie fu realizzata per soli 350 $, girata in un giorno e montata in due. Alterna immagini live ad altre della band girate in studio filmate su uno sfondo bianco, ci sono anche alcune sequenze dove si vede Bowie con Cyrinda Foxe (impiegata della MainMan amica di David e di Angie Bowie) a San Francisco fuori dal Mars Hotel, con la Fox in pose provocanti e Bowie appoggiato ad un muro, mentre fuma. I video di Mick Rock hanno la particolarità di inventarsi un linguaggio visionario, che pur partendo dalle immagini girate in studio, giocano molto con la relazione tra immagine e astratta e suono; in questo senso Space Oddity che filma la consolle di uno studio di registrazione come se fosse una sorta di navicella spaziale, è uno dei precursori del moderno videoclip anti-narrativo per stile e linguaggio.

### 1974–1980 – verso l'inizio delle televisioni tematiche
Gli show televisivi australiani Countdown e Sounds, entrambi trasmessi per la prima volta nel 1974, hanno avuto un'importanza fondamentale nella diffusione popolare della musica filmata nel continente di riferimento e anche in altri paesi, soprattutto nel delineare la forma "clip musicale" come quella specifica per la promozione degli artisti. Il Dj Graham Webb nel 1974 lancia una trasmissione settimanale su l'australiana ATN-7 intitolato Sounds Unlimited e più tardi più brevemente Sounds. Nello staff di Webb c'erano alcuni registi, tra cui Russell Mulcahy a cui venne chiesto di realizzare dei clip istantanee per artisti che non ne disponevano, come per esempio Harry Nilsson con Everybody's Talkin', metodo che consentì alla coppia di realizzare più di 25 clip inediti. La trasmissione ebbe successo e Mulcahy abbandonò il suo lavoro televisivo per dedicarsi a tempo pieno alla realizzazione di videoclip per band come Stylus, Marcia Hines, Hush e soprattutto gli AC/DC.. Nella seconda metà degli anni 70 Mulcahy già trasferito in Inghilterra, realizzò video di successo per band come XTC con il video di Making Plans For Nigel (1979) e un video considerato epocale come Video Killed the Radio Star per The Buggles che in seguito diventerà il primo video musicale ad essere programmato sull'appena nata MTV nel 1981.
Lo show inglese più longevo è sicuramente Top of the Pops che comincia la sua programmazione nel 1970, questo darà molto impulso all'industria. Alcuni esempi: nel 1980, David Bowie raggiunge il numero uno delle charts grazie al video diretto da David Mallet come promo per Ashes to Ashes. Nel 1975 gli Who realizzano il loro lungometraggio Tommy, diretto da Ken Russell, e basato sul loro album omonimo del 1969. Sempre nel 1975 i Queen chiedono al regista televisivo Bruce Gowers di realizzare un video per il loro singolo Bohemian Rhapsody per la diffusione su Top of the Pops; il video diventerà noto per essere stato interamente girato e montato su videotape, questo fu il "primo videoclip della storia". Oltre a Top of the Pops anche un altro show britannico produrrà direttamente una serie di videoclip pionieristici, lo show è The Old Grey Whistle Test e sarà programmato tra i primi anni del 1970 e l'inizio del 1980.
Video Concert Hall, era la creatura di Jerry Crowe e Charles Henderson, lanciata nel novembre del 1979, fu il primo programma Americano a trasmettere nazionalmente video musicali.
Il programma via cavo Night Flight fu il primo a trasmettere i video come forma d'arte.
Tra i primi video musicali ci sono sicuramente quelli prodotti dall'ex The Monkees Michael Nesmith che aveva cominciato a lavorare per il Saturday Night Live. Nel 1981 realizza un prodotto ibrido noto come Elephant Parts, vincitore di un Grammy per i video musicali per la sua forma che in qualche modo anticipa quella di un vero e proprio palinsesto televisivo completo. Precursore del film è sicuramente Sogni perduti (Head) di Bob Rafelson e interpretato, guarda caso, dai The Monkees al completo; realizzato nel 1968 anche Sogni perduti è una strana forma ibrida che mette insieme finta pubblicità, linguaggio televisivo, proto-videoclip, come se si trattasse di un palinsensto televisivo tematico.
Nel 1974 gli ABBA fecero uscire il loro primo videoclip, Waterloo, diretto da Lasse Hallström (che dirigerà la maggior parte dei loro video), seguendo poi ad accompagnare l'uscita dei loro singoli con dei clip promozionali. 
Nel 1975 Rino Gaetano pubblicò il videoclip del suo successo Ma il cielo è sempre più blu.

### 1981–1991: il video musicale diventa mainstream
Con la nascita di MTV (che il 1º agosto 1981 ha ironicamente aperto le proprie trasmissioni con il videoclip Video Killed the Radio Star dei Buggles) e di altre televisioni musicali il videoclip ha assunto sempre maggiore importanza nelle strategie di lancio promozionale dei brani musicali e si è fortemente evoluto dal punto di vista artistico. Il primo videoclip con un alto budget di produzione è stato quello del brano Thriller di Michael Jackson nel 1983, che fu studiato e girato come un vero film dal regista John Landis. Il successivo videoclip considerato ancora oggi tra i più costosi fu quello di Wild Boys dei Duran Duran nel 1984.
I registi di videoclip di questo periodo cominciano ad espandere la forma e lo stile del genere, utilizzando effetti sempre più sofisticati, mixando tecniche di ripresa tradizionale e tecniche native della nascente tecnologia video; l'era catodica del videoclip si sviluppa verso una forma non rappresentativa e quindi astratta dove l'artista non sempre veniva mostrato esempi dei primi anni 80 in questo senso sono il video di Bruce Springsteen per il singolo Atlantic City, diretto da Arnold Levine, quello di David Mallet per David Bowie e per i Queen intitolato Under Pressure, il clip diretta da Ian Emes per i Duran Duran in occasione del lancio del singolo The Chauffeur. mentre nei tardi anni 80 Bill Konersman sempre in questa direzione non rappresentativa, girerà per Prince l'innovativo video di Sign o' the Times che mostra solo il testo della canzone in forma grafica e animata. In questi anni si comincia a parlare di videomusica, ovvero di musica che usa le immagini dei videoclip come elemento costitutivo e indispensabile.
Il video più rappresentativo dal punto di vista iconico è sicuramente quello realizzato per un brano di Michael Jackson del 1983 Thriller, diretto da John Landis. Il video dura 14 minuti, introduce nuovi standard di costo, infatti ci vollero 800 000 $ per realizzarlo. Il video di Thriller, così come altri video di Jackson come Billie Jean e Beat It, furono importantissimi per introdurre i video di artisti Afroamericani su MTV, perché prima del successo di Jackson erano raramente trasmessi: basta pensare alle critiche di razzismo che Rick James rivolse contro il canale nel 1983 perché MTV si rifiutava di trasmettere il suo singolo Super Freak e altri clip di artisti Afro-americani.
Nel marzo del 1983, viene lanciata la Country Music Television, nota come CMT,. Il canale musicale Canadese MuchMusic fu lanciato nel 1984. Sempre nel 1984, MTV lanciò gli MTV Video Music Awards l'evento annuale che consacrerà l'importanza di MTV nell'industria musicale.
Nel 1985 MTV lancia il canale VH1 mentre MTV Europe sarà lanciata nel 1987, e MTV Asia nel 1991. Altro importante contenitore tematico sarà The Chart Show sul canale britannico Channel 4 lanciato nel 1986, primo contenitore britannico di soli videoclip senza presentatore. Ma la prima emittente televisiva musicale d'Europa, nasce in Italia nel 1984 e viene fondata da Pier Luigi Stefani e Marialina Marcucci, figlia di un imprenditore toscano, Guelfo Marcucci, l'emittente si chiama Videomusic.

### 1992–2004: arrivano gli autori
Nel novembre del 1992 MTV comincia ad indicare i registi dei video insieme ai crediti dell'artista e della canzone, sintomo di un cambiamento epocale nell'aria che comincia a considerare il regista di videoclip come un autore tout court. Registi come Chris Cunningham, Michel Gondry, Spike Jonze, Floria Sigismondi, Stéphane Sednaoui, Mark Romanek e Hype Williams hanno tutti esordito in questi anni; portando un contributo espressivo personale all'arte del videoclip.

### 2005–oggi: Internet ama il video
Uno dei primi siti ad ospitare brevi video è stato iFilm, nato nel 1997. Napster, il sistema di sharing peer-to-peer attivo tra il 1999 e il 2001 ha consentito di condividere video files inclusi video musicali, mentre contemporaneamente dalla metà del secondo millennio MTV e molti reti tematiche hanno abbandonato progressivamente la programmazione di video musicali a favore dei reality show già introdotti da uno show prodotto proprio da MTV nel 1992 e intitolato appunto The Real World.
Il lancio di YouTube è del 2005, insieme ad altri portali ha consentito la visione veloce ed efficiente di moltissimo materiale audiovisivo, tra i portali più noti in questo senso Google Video, Yahoo! Video, Dailymotion, Vimeo e le funzionalità audiovisive prima introdotte da Myspace e in seguito da Facebook e altri social network. Si tratta di un'evoluzione che ha avuto molta influenza sulla fruizione ma anche sulla realizzazione dei video musicali. La band degli OK Go esemplifica questa tendenza e questo processo avendo ottenuto successo attraverso due video diffusi esclusivamente online tra il 2005 e il 2006, ovvero A Million Ways e Here It Goes Again.
Nel 2009 il video dei Thirty Seconds to Mars' intitolato Kings and Queens viene caricato il giorno dell'uscita solo su YouTube ottenendo 100 milioni di visite.
MTV stessa comincia a fornire servizio streaming dei video, e YouTube negli anni diventa, attraverso il canale Vevo il principale veicolo di lancio per le novità videomusicali. Vevo viene lanciato nel 2009 come consociata di diverse major.

#### I video per Internet
La crescita della rete Internet accresce l'interesse per i cosiddetti user-generated video grazie ai canali partecipativi come YouTube, questo consente a molte realtà costituitesi come indipendenti di registrare session live e di presentarle direttamente su web. Esempi di questa nuova tendenza creativa sono il francese Vincent Moon che lavora per il The Take-Away Shows e per il In the Van sessions, alcuni raccolti nel canale francese La blogoteque e visitabili sul canale Vimeo dell'autore oppure lo show tedesco VPRO che registra session di autori famosi negli ascensori e in altre piccole location non convenzionali nello stile del guerrilla filmmaking. Un esempio tutto italiano è liveCastour ideato dal videomaker Michele Faggi, e definito come il primo tour virale della rete internet Italiana ha coinvolto per la sola promozione in rete tre artisti diversi a partire dal 2008: Beatrice Antolini, Paolo Benvegnù e i Kiddycar. LiveCastour registrava con una troupe televisiva agile un intero live degli artisti citati, per post produrre tanti videoclip live quante erano le canzoni del concerto filmato. Ogni videoclip live veniva ceduto per l'utilizzo esclusivo in rete a testate generaliste online (da TgCom a Xelle di Repubblica fino a Yahoo! Musica per citarne alcune) che ospitavano a staffetta in un vero e proprio tour virale un clip ciascuno, ricostruendo l'andamento del concerto con una serie di videoclip live autonomi.
Il videoclip più lungo nella storia della musica fino a qualche tempo fa era considerato Ghosts di Michael Jackson, della durata di 39 minuti e 32 secondi, superato di gran lunga dalla concezione espansa consentita dall'era connettiva della rete; tra i più lunghi in questo senso, il video interattivo realizzato dal team We are from L.A. noti anche come Pierre Dupaquier e Clement Durou per l'artista Americano Pharrell Williams in occasione del lancio del brano Happy; il video dura infatti 24 ore ed è fruibile nell'arco di un'intera giornata "reale" con uno speciale sistema interattivo reso possibile da più di 360 clip combinati insieme. Questo record sembra però essere battuto dal cantante italiano "alfa" con un videoclip di 25 ore, appartenente alla canzone "testa tra le nuvole pt 2"
Il record di videoclip più costoso al mondo è stato raggiunto nel 2006 dal videoclip di From Yesterday dei Thirty Seconds to Mars con ben 13 milioni di dollari spesi per la realizzazione del video; al secondo posto si trova Michael Jackson con il singolo Scream, uscito nel 1995 (costato 7,5 milioni di dollari), seguito al terzo posto da Britney Spears con il singolo Work Bitch (costato 6,5 milioni di dollari).
Tra i video inseriti da NME nella classifica dei 50 video peggiori della storia figura Velouria dei Pixies. Fu realizzato per consentire ai Pixies di partecipare a Top of The Pops e per questo realizzato in fretta e furia.

### Videoclip, le principali testate giornalistiche e le rubriche in rete
Numerose le testate giornalistiche e le rubriche internazionali dedicate ai video musicali. Una delle risorse più antiche è il Music Video Database, organizzato per schede, consente di ricercare numerose videografie per regista e per musicista. Più interattivo e orientato all'incorporamento attraverso YouTube di tutte le novità del settore videoclip è l'IMVDB ovvero L'internet Music Video Database, archivio di risorse multimediali che include anche redazionali dedicati agli autori di video musicali; la ricerca interna consente di risalire a videografie complete degli autori inseriti. Tra i portali che fanno attività redazionale, ovvero recensioni, interviste e news legate al mondo del videoclip i più aggiornati sono Videostatic e Promonews per quanto riguarda la rete internazionale. Per quanto riguarda invece il settore editoriale online italiano, sulla rivista di cinema Sentieri Selvaggi da molti anni e con una scadenza mensile viene aggiornata una rubrica dedicata ai videoclip affrontata dal punto di vista del linguaggio cinematografico. Per quanto riguarda le testate giornalistiche italiane, la prima a pubblicare un portale a periodicità quotidiana integralmente dedicato ai video musicali, con un approccio che privilegia i registi e chi i videoclip li realizza, è indie-eye Videoclip, testata giornalistica attiva dal 2007, con la direzione editoriale di Michele Faggi, giornalista e critico cinematografico. La testata include recensioni e monografie sui registi contemporanei e non di videoclip, video in esclusiva, interviste ai maggiori autori di videoclip, rubriche dedicate alla storia e alla critica dei videoclip. Una delle rubriche italiane più longeve per quanto riguarda i video musicali è pubblicata regolarmente nella testata giornalistica online Spietati, curata dal critico cinematografico Luca Pacilio che regolarmente pubblica le classifiche sui migliori videoclip prodotti in Italia e all'estero.

### Lyric video
Un lyric video è costituito eminentemente da testo. Nel 1987 Prince realizzò il video per Sign o' the Times. Il video presenta il testo in forma animata, attraverso una serie di forme geometriche astratte, ideate da Bill Konersman.
Nel 1990 George Michael realizza Praying for Time come lyric video. George Michael si era rifiutato di fare un video tradizionale della canzone, costringendo quindi la sua etichetta a realizzarne uno con solo il testo su sfondo nero.
Un lyric video adesso viene comunemente realizzato prima del video tradizionale, come lancio preliminare della canzone; esempi di questo tipo sono presenti nelle videografie di Cee Lo Green, Lady Gaga, Katy Perry, Muse, Maroon 5, One Direction e Avenged Sevenfold.

## Videoclip nel diritto d'autore italiano
Nel corso degli anni Ottanta il videoclip si diffonde in Italia come prodotto commerciale destinato alla riproduzione televisiva, al fine di promuovere la registrazione fonografica di supporto. La componente visiva era certamente tutelata, riconosciuta come opera dell'ingegno, ma la componente musicale (componente principale del videoclip a scopo promozionale) veniva considerata, dagli articoli 72 e seguenti della legge 633/1941, un diritto connesso e quindi meno protetto del diritto d'autore. In quanto diritto strettamente connesso, il produttore della componente musicale ha diritto per cinquanta anni dalla prima fissazione di autorizzare riproduzione, distribuzione, noleggio, messa a disposizione del pubblico, ha diritto al compenso per comunicazione, e di opposizione all'utilizzo.
Negli anni Novanta il legislatore italiano è intervenuto in materia, per risolvere l'assurda situazione che si era creata, ovvero che il videoclip musicale non solo non era ritenuto opera unitaria e neppure opera composta, ma la componente musicale era protetta da un diritto connesso.
Dalla combinazione dell'art. 10 del D. Lgs 685/1994 e l'art. 8 del D. Lgs 154/1997, si evince che il videoclip viene inserito in una categoria di opere tutelate dai diritti connessi. Si stabilisce ora (art. 78-ter della legge sul diritto d'autore) che "Il produttore di opere cinematografiche o audiovisive o di sequenze di immagini in movimento [...]", è titolare del diritto esclusivo di autorizzarne la riproduzione, la distribuzione, il noleggio, attribuendo ai predetti diritti una durata di cinquanta anni dalla fissazione. La protezione accordata, anche se destinata al titolo II della legge, quindi ai diritti connessi, è sostanzialmente molto vicina e quasi assimilabile alle opere d'ingegno tutelate dal diritto d'autore.
Il videoclip musicale non è considerata un'opera semplice, ma composta. Non si tratta di un'opera mista, ma un'opera in cui immagini e musica sono allo stesso livello e sono integrate, rendendo la musica il soggetto della sequenza d'immagini. Salvo qualche eccezione, il compositore e detentore dei diritti dell'opera musicale, non avrà mai i requisiti per essere considerato coautore del videoclip, e allo stesso tempo non potrà neanche godere dei diritti per il caso di elaborazione o adattamento dell'opera.

## I videoclip come opera d'arte: il caso italiano
Nel gennaio del 2020, il Ministro per i beni e le attività culturali e per il turismo, Dario Franceschini, definisce il videoclip come opera d'arte tout court, rispondendo ad una petizione lanciata da musicisti, autori e cantanti italiani in riferimento ad altre opere italiane che godono del tax credit. Il provvedimento quindi colloca i videoclip nell'ambito delle opere artistiche universalmente riconosciute, frutto dell’ingegno con contenuti simili a quelli di altri prodotti ammessi ai benefici fiscali della legge Franceschini: i film, la videoarte e i videogiochi.

## Accuse di sessismo
I video musicali pubblicati negli anni '80 in genere raffiguravano le donne come elementi seducenti. In linea con gli stereotipi tipici, le donne sono state descritte come attraenti ma sottomesse. Sebbene i talenti delle donne possano essere riconosciuti, la loro abilità non ha mai superato quella degli uomini; questo concetto è evidente nel video degli AC/DC per "Sink the Pink". Nel video uno dei personaggi principali è una donna sicura di sé che è un'abile giocatrice di biliardo. Usa il suo talento e la sua sessualità per attirare l'attenzione, ma non viene mostrata come più talentuosa dei personaggi maschili.
In uno studio del 1987 sono state analizzate trenta ore di contenuti di MTV. I risultati hanno suggerito: il 57% dei video musicali mostrava che le donne venivano rese come oggetto, il 17% mostrava che i talenti delle donne venivano presi in considerazione, ma il loro ruolo sessuale era evidenziato, il 14% non si allineava agli stereotipi tipici e il 12% riconosceva l'indipendenza delle donne. Oltre a questi risultati, il contatto fisico è stato mostrato in oltre il 50% dei video musicali e le donne sono state spesso viste in abiti seducenti.
All'inizio del 1990 MTV ha creato un dipartimento per gli standard dei programmi che mirava a rifiutare i video musicali con contenuti estremamente grafici ed espliciti. Ha cercato di vietare qualsiasi segno di nudità femminile e violenza diretta verso figure femminili. Ad esempio, MTV ha rifiutato il video di "Justify my Love" di Madonna a causa del suo contenuto esplicito. Dopo l'implementazione di questo programma, è stato condotto uno studio per analizzare la centralità e la rappresentazione delle donne nei 100 video più popolari del decennio. Questo studio ha prima ordinato uomini e donne nelle categorie di figure di primo piano o di supporto nei video che rivelano che gli uomini sono più numerosi delle donne nei ruoli principali con un margine di cinque a uno. In secondo luogo, lo studio ha classificato i ruoli principali in sette rappresentazioni principali: artista, posatore, comico, attrice, sovrumano, ballerino o amante della folla. L'analisi ha rilevato che la maggior parte delle donne in ruoli di leadership sono state ritratte come poser (35%) o ballerine (29%), mentre gli uomini in ruoli principali sono stati erogati in modo più equo tra le sette categorie. Ritrarre le donne prevalentemente come ballerine o poser implicava che, negli anni '90, le donne non avevano bisogno di mostrare talento musicale, ma invece talento fisico che enfatizzasse un atteggiamento sessuale. Nel frattempo, l'eguale esborso degli uomini tra le categorie suggeriva che gli uomini potessero esibire meglio abilità di abilità musicali e di esecuzione.
Altri studi hanno analizzato 123 video musicali di vari generi trasmessi nell'estate del 1995. Il 44,7% dei video non presentava una donna in un ruolo centrale, mentre il 31,7% dei video ritraeva le donne come convenzionali, nel senso che servivano come oggetti o puntelli sensoriali al desiderio maschile romantico. Tuttavia, la natura apertamente sessuale delle donne in questi video non è stata l'unica cosa analizzata. Sono state prese in considerazione anche le manifestazioni di genere sotto forma di segnali sessuali non verbali, dimostrando che le donne potrebbero anche essere descritte come più sessuali in modo subliminale rispetto agli uomini. Ad esempio, nei video solo l'1,24% degli uomini si è toccato i capelli rispetto al 38,35% delle donne. Inoltre, solo il 26,80% dei maschi ha ballato in modo suggestivo nei loro video rispetto al 74% delle femmine. Lo studio esamina la distinzione tra l'importanza e la rappresentazione delle rappresentazioni di genere maschile e femminile all'interno dei video musicali degli anni '90.
Nel 2005 il video musicale di "These Boots Are Made for Walkin", che vedeva Jessica Simpson nel personaggio di Daisy Duke, è stato controverso per aver caratterizzato la Simpson in abiti "rivelatori" e lavare l'auto del generale Lee con il proprio bikini. La controversia ha portato al divieto del video musicale in alcuni paesi.

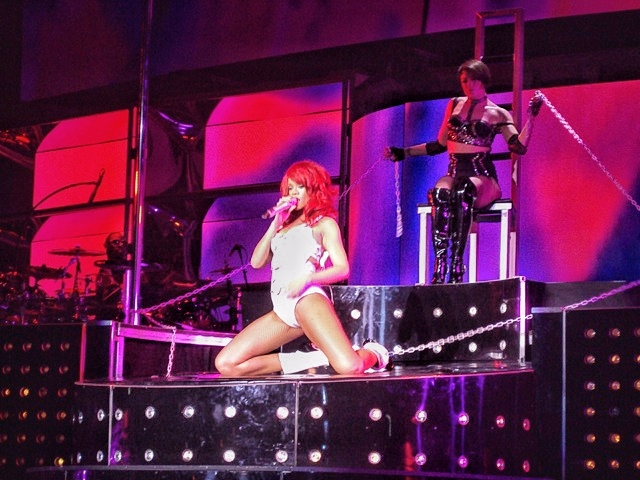
La pop star Rihanna (vestita di bianco) esegue "S&M" mentre è incatenata durante il Loud Tour nel 2011. Una donna vestita da dominatrice (vestita di nero) è seduta sullo sfondo.

La sessualità nei video musicali può essere percepita come qualcosa di positivo o negativo, a seconda dello spettatore. È cresciuto e ha avuto un impatto sul mondo. Nel 2008, le canzoni sessuali erano in cima alle classifiche di Billboard. Alcuni video musicali a sfondo sessuale hanno portato un diverso grado di disagio alle persone, portandoli al divieto. Ad esempio, il video musicale di Madonna per "What It Feels Like for a Girl" è stato vietato a causa della sessualizzazione e della rappresentazione delle ragazze come violente e non tradizionali.
Negli anni 2010 gli artisti hanno continuato a raccogliere titoli per i contenuti provocatori nei loro video musicali. Ad esempio, il video musicale di Rihanna per la canzone "S&M", in cui simula il sesso con una bambola a grandezza naturale e indossa abiti da bondage, ha suscitato molta attenzione da parte dei media ed è stato bandito in 11 paesi. YouTube ha richiesto ai suoi utenti di confermare di avere 18 anni prima di poter visualizzare il video. La regista del video, Melina Matsoukas, ha risposto alla controversia dicendo che riteneva che fosse un successo perché le immagini provocatorie creavano un dialogo attorno al video. Al contrario, "Everyday" di Ariana Grande Il video che mostra diverse coppie che iniziano a fare sesso in vari luoghi pubblici, come su un autobus, è stato elogiato per la sua positività sessuale e l'inclusione di diverse razze e orientamenti sessuali.
Alcune ricerche hanno esaminato gli effetti che i video musicali che oggettivano sessualmente le donne hanno sulla percezione dell'immagine corporea femminile. Uno studio su studenti universitari ha scoperto che le giovani donne con bassa autostima avevano maggiori probabilità di vedere il loro corpo in una luce negativa dopo l'esposizione a un video musicale sessualmente "oggettivante". Lo stesso studio ha rilevato che l'esposizione a video musicali oggettivanti sessualmente ha ridotto gli estremi dei concetti delle giovani donne di un peso corporeo ideale. Uno studio del 2017 ha trovato una relazione tra il contenuto sessuale nei video di musica dance e gli atteggiamenti negativi nei confronti del sesso e della sessualità tra i giovani adulti negli Stati Uniti e in Australia.
Alcuni studiosi hanno notato che i contenuti sessualizzati nei video musicali raramente descrivono la non eterosessualità. Frederik Dhaenens ha sottolineato che quando i video musicali presentano contenuti gay, spesso implica una "formazione eteronormativa delle identità gay e lesbiche", citando come esempio "Same Love" di Macklemore e Ryan Lewis. Il video musicale di Carly Rae Jepsen "Call Me Maybe" dimostra l'eteronormatività nei video musicali. Le sue scene ritraggono figure eterosessuali stereotipate che reiterano l'eterosessualità. Il video musicale si concentra sull'eterosessualità utilizzando l'omosessualità per attirare l'attenzione sul video. Video musicali come "True Romance" dei Disclosure enfatizzano l'omosessualità su piccola scala. Viene presentato in piccole quantità per includere la diversità e l'attrazione sessuale. I video musicali degli artisti descrivono l'eterosessualità ma includono anche l'omosessualità per abbracciare il cambiamento sociale.

### Espansione dei social media

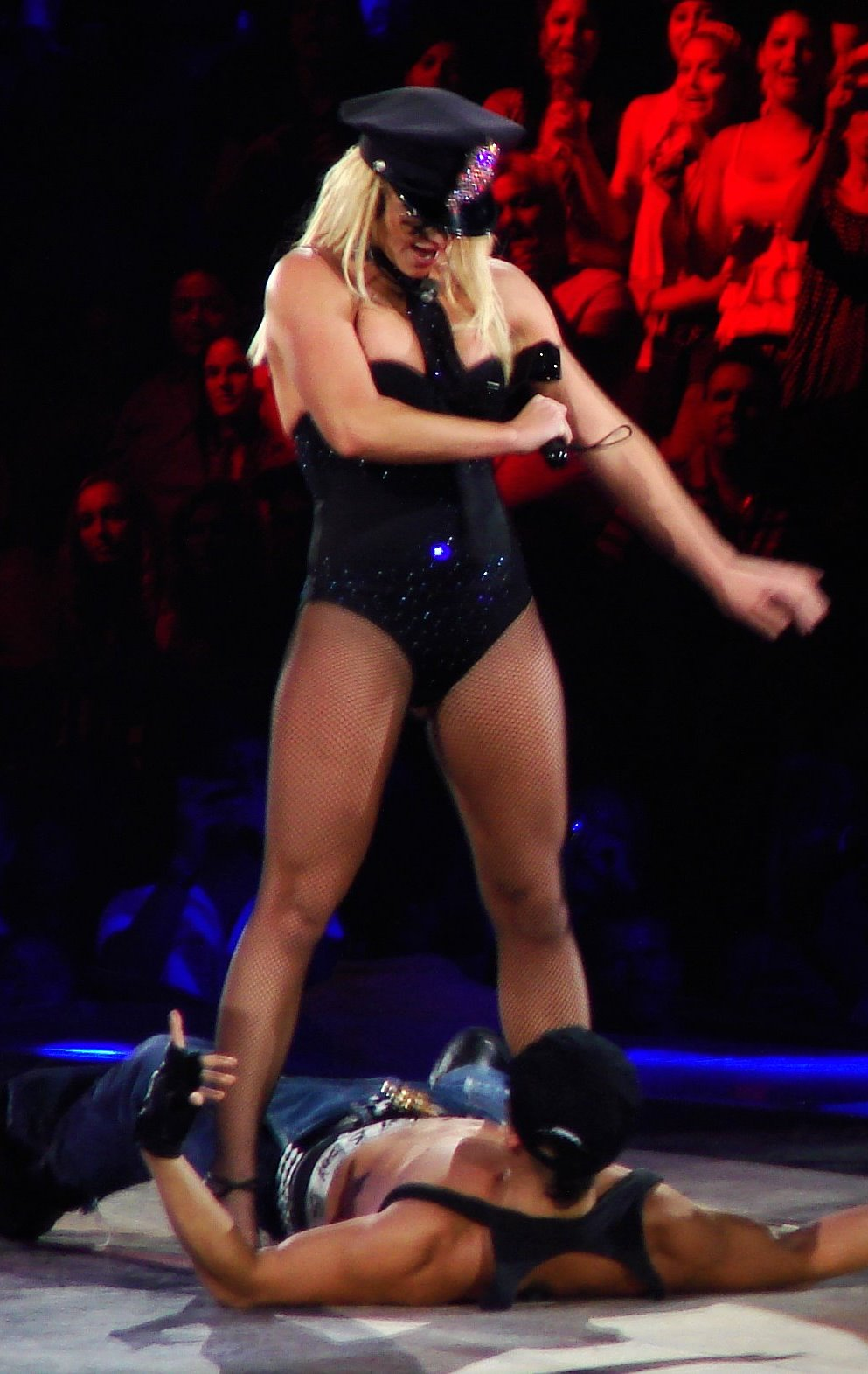
La cantante Britney Spears si esibisce nel tour The Circus a Miami nel 2009 in stile sadomaso in atto dominante su un ballerino.

YouTube ha continuato a crescere negli anni 2010 dopo mezzo decennio di successi dal suo lancio negli anni 2000. I temi sessuali sono stati esplorati in video che hanno raggiunto un'enorme popolarità su tale social media. Il singolo del 2014 di Meghan Trainor "All About That Bass" è un esempio di questa tendenza, anche se più mite, poiché i temi sessuali erano molto sottili. Tuttavia, il video ha accumulato oltre 2,3 miliardi di visualizzazioni su YouTube a novembre 2019. Anche negli anni 2010 è arrivata l'ascesa di piattaforme di streaming musicale come Spotify, che ha raggiunto 248 milioni di utenti attivi entro ottobre 2019.
Gli studi hanno dimostrato che i video musicali con personaggi afroamericani tendono a presentare un numero significativamente maggiore di rappresentazioni di atti sessuali rispetto ai video con personaggi bianchi. Ad esempio, le donne afroamericane hanno maggiori probabilità di essere descritte come impegnate in comportamenti sessuali e indossano abiti provocanti. Uno studio sull'American Journal of Health Education ha attribuito "messaggi sessuali franchi, oggettivazione e immagini apertamente sessuali" dei video musicali all'apatia verso questi comportamenti nelle ragazze afroamericane. Il giornale lo considerava pericoloso alla luce dell'aumentato rischio di HIV per gli afroamericani. È stato suggerito dallo studioso Jacob Turner che le società gestite da bianchi come Viacom (che possiede MTV) sono più disposti a pagare per i video musicali di artisti afroamericani che perpetuano stereotipi razziali e sessuali, spiegando così perché i video afroamericani sono sproporzionatamente sessualizzati rispetto ai video bianchi.
Artisti asiatici, come BoA, sono stati accusati di presentare stereotipi occidentali sulla sessualità femminile asiatica nei loro video musicali nel tentativo di guadagnare popolarità negli Stati Uniti. Anche i giapponesi Koda Kumi e AKB48 presentano la sessualità nei loro video musicali. Il video musicale della star maschile K-pop Rain per la sua canzone "Rainism" è stato accreditato per aver contribuito a confutare gli stereotipi degli uomini asiatici come effeminati e deboli che raffigurano un uomo asiatico in varie situazioni sessuali, principalmente con donne bianche.
Nell'articolo "Sex and the Spectacles of Music Videos: An Examination of the Portrayal of Race and Sexuality in Music Videos", Jacob Turner studia il comportamento sessuale rappresentato nei video musicali da due razze. Il suo studio ha rivelato che le donne afroamericane avevano maggiori probabilità di ritrarre contenuti sessuali rispetto alle donne bianche nei video musicali trasmessi in televisione negli Stati Uniti. Ciò includeva sia l'uso di abbigliamento provocante che atti sessuali nei video, che alla fine hanno mostrato come i ruoli di genere e la razza abbiano un ruolo nella quantità di contenuti sessuali nei video musicali. Nell'articolo di Erika VanDyke "Razza, corpo e sessualità nei video musicali", spiega come gli uomini appaiano più spesso nei video musicali rispetto alle donne. Gli uomini sono generalmente ritratti come personaggi "potenti" e "aggressivi". Di conseguenza, le donne occupano ruoli stereotipati femminili in questi video musicali e di solito sono viste come passive e sottomesse.

## Festival
- Berlin Music Video Award. Attivo dal 2013, Tra i più importanti eventi europei dedicati ai video musicali, 
  - 2013, Prima Edizione, Berlino
  - 2014, Seconda Edizione, Berlino
  - 2015, Terza Edizione, Berlino
  - 2016, Quarta Edizione, Berlino
  - 2017, Quinta Edizione, Berlino
  - 2018, Sesta Edizione, Berlino
  - 2019, Settima Edizione, Berlino
  - 2020, Ottava Edizione, Berlino
- Silver Sound Showdown Music + Video Festival Tra i più antichi festival internazionali dedicati ai video musicali Il festival ha più di dieci edizioni alle spalle:
  - 2010, Prima edizione Brooklyn
  - 2011, Seconda edizione Brooklyn
  - 2012, Terza edizione Brooklyn
  - 2013, Quarta edizione Brooklyn
  - 2014, Quinta edizione Brooklyn
  - 2015, Sesta edizione Brooklyn
  - 2016, Settima edizione Brooklyn
  - 2017, Ottava edizione Brooklyn
  - 2018, Nona edizione Brooklyn
  - 2019, Decima edizione Brooklyn
  - 2020, Undicesima edizione Brooklyn
- UK Music Video Awards Tra i più antichi festival internazionali dedicati ai video musicali Il festival ha più di dieci edizioni alle spalle:
  - 2008, Prima edizione Londra
  - 2009, Seconda edizione Londra
  - 2010, Terza edizione Londra
  - 2011, Quarta edizione Londra
  - 2012, Quinta edizione Londra
  - 2013, Sesta edizione Londra
  - 2014, Settima edizione Londra
  - 2015, Ottava edizione Londra
  - 2016, Nona edizione Londra
  - 2017, Decima edizione Londra
  - 2018, Undicesima edizione Londra
  - 2019, Dodicesima edizione Londra
  - 2020, Tredicesima edizione in streaming
  - 2021, Quattordicesima edizione Londra
  - 2022, Quindicesima edizione Londra
  - 2023, Sedicesima edizione Londra
  - 2024, Diciassettesima edizione Londra
- Asolo Art Film Festival. Attivo dal 1973, il più antico festival italiano di Cinema e Arte, Integra una sezione videoclip innovativa dal 2019, dedicata ai videoclip con particolare rilievo artistico:
  - 2019, Direttore artistico Cosimo Terlizzi - Sezione Videoclip a cura di: Michele Faggi Asolo
  - 2020, Direttore artistico Cosimo Terlizzi - Sezione Videoclip a cura di Michele Faggi Asolo
  - 2021, Direttore artistico Thomas Torelli - Sezione Videoclip a cura di Michele Faggi Asolo
- IMAGinACTION. Festival internazionale del videoclip, con sede itinerante:
  - 2017, Prima edizione, a Cesena (FC)
  - 2018, Seconda edizione, a Cesena (FC)
  - 2019, Terza edizione, a Ravenna
  - 2020, Quarta edizione, a Forlì
  - 2021, Quinta edizione, a Forlì.
- Videoclip Italia Awards
  - 2022, Prima edizione, a Roma
  - 2023, Seconda edizione, a Roma
  - 2024, Terza edizione, a Roma
  - 2025, Quarta edizione, a Milano